# Louise L. Lambrichs
Louise L. Lambrichs (2. svibnja 1952.) je francuska novelistica i esejistica židovskog podrijetla.

## Životopis
Louise L. Lambrichs rođena je u spisateljskoj obitelji u Boulogne-Billancourtu. Njezinog oca Georgesa Lambrichsa, zajedno s Jeanom Paulhanom i Jérômeom Lindonom smatra se jednim od najvećih francuskih urednika druge polovice 20. stoljeća. Njezina mati Gilberte Lambrichs je prevela djela Fritza Zorna i Thomasa Bernarda. Pisala je pod pseudonimom Constance Delaunay.
Louise Lambrichs studirala je filozofiju. Bila je trećom suprugom Mirka Grmeka. 

## Književno stvaralaštvo
Objavila je više od 12 radova od kojih su najpoznatiji "Journal d'Hannah" i "Le Jeu du roman". 
Zajedno s Claudeom Chabrolom i Carolinom Eliacheff napisala je scenarij za Chabrolov film La fleur du mal. Film je dovršen 2003. godine.
Prema njezinoj noveli su Franck Philippon, Guillaume Laurant i Aruna Villiers napravili scenarij za film À ton image. Ovaj film, redatelja Arune Villiersa, dovršen je 2004. godine.
Godine 2005. objavila je djelo Nous ne verrons jamais Vukovar (Vukovar više nikada ne ćete vidjeti), analizu velikosrpske agresije na Hrvatsku i o "europskoj istini" o Vukovaru. Temelji se i na njezinim iskustvima u polju psihoanalize. Knjiga je u svezi i s djelom Petera Handkea.
Godine 2008. radi na novoj knjizi, u kojoj govori o logorima na području Srbije.
Louise L. Lambrichs danas u Francuskoj i svijetu pridonosi istini o velikosrpskoj agresiji na Hrvatsku.

## Djela
- Mirko D. Grmek, un humaniste européen engagé (svezak 1)
- Mirko Grmek: La vie, les maladies et l'histoire (svezak 2)
- Le Cercle des sorcières, novela, 1987.
- Journal d'Hannah, novela, 1993.
- La Vérité médicale: Claude Bernard, Louis Pasteur, Sigmund Freud: légendes et réalités de notre médecine, 1993.
- Le jeu du roman, novela, 1995.
- Le Livre de Pierre, Psychisme et cancer, esej, 1995.
- À ton image, novela, 1998.
- Les Révoltés de Villefranche mutinerie d'un bataillon de Waffen SS, septembre 1943, suautorica s Mirkom Grmekom, 1998. (Buntovnici iz Villefranchea: pobuna jednog bataljona u njemačkim SS-trupama u septembru 1943., prijevod Nermina Štraus, Armis Print, Sarajevo, 2005.)
- La vérité médicale, éd. R. Laffont, Coll. Pluriel, 2001.
- Chemin faisant, novela, 2001.
- Naître... et naître encore, novela, 2001.
- Aloïs ou La nuit devant nous, novela, 2002.
- Le cas Handke, conversation à bâtons rompus, novela, 2003.
- Exil, s fra. fotografom Michelom Séméniakom, 2004.
- Nous ne verrons jamais Vukovar, novela, 2005.
- L’Invention sociale, à l'écoute de Bertrand Schwartz, 2006.